# ゴム銃

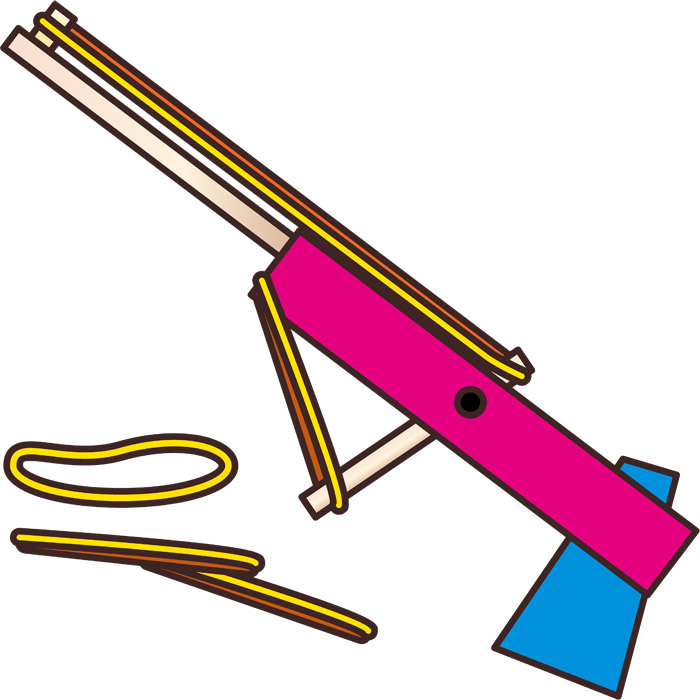
ゴム銃のイラスト

ゴム銃（ゴムじゅう、英語: Rubber band gun, RBG）とは、輪ゴムを発射するおもちゃの銃である。

## ゴム銃のタイプ

### 洗濯ばさみピストル (Clothespin pistol)
俗に「圧力解放式」とも呼ばれる。
単純な構造のゴム銃。発射の際には洗濯ばさみのつまみを押して開くことで発射し、ゴムを張った状態での保持ははさみが閉じた状態となる。構造上単発式に成らざるを得ないとされているが、凝った銃では発射されると同時に、弾倉にあらかじめ装填されていた（2発目）輪ゴムが発射位置に戻り、また発射・・・
という銃も一部には有る。
割り箸鉄砲でおなじみの傾倒滑射式のように古典的な発射方式とされている。

### 単発式ゴム銃 (Multiple load-Single fire)
ひとつの輪ゴムを同時に複数枚装填し、同時発射を可能にしたもの。
また、マズルを複数装備し、一つのホールドフックに装填した散弾銃（ショットガン）という発展型の銃もある。
この散弾銃の特徴は、一つのホールドフック、一つのマズルに輪ゴムを多重装填した所謂バズーカというものよりも
放射状に発射され「散弾」される。
また、一つのマズル、ホールドフックに輪ゴムを数本掛けることを「多重装填」と言い、
ゴム銃の破損、威力が出過ぎる等のことを懸念しており、一般的には禁止とされる。

### 連射式ピストル (Repeater pistol)
ひとつの輪ゴムを1回引き金を引くごとに回転する複数の鉤（かぎ）フックの付いたシリンダーに装填することによって再装填作業を省略し連続射撃を可能にしたもの。10発からそれ以上の装弾数を持つセミオートマチック銃である。
また、引き金を引き続けている間に何発も一定の間隔で発射される銃のことを「フルオートマチック銃」と称されている。
材料には主に木材か、またはプラスチックを使った機構を持ち、鉤フックシリンダーと引き金には金属の歯車とバネを利用して作られており、いつでもトリガーを引くことで発射出来る。特殊な例では、全てが鉄製の銃もある。
いずれのゴムの装填が少し面倒であることが欠点とされる。

### ガトリング砲 (Gatling gun)
3本から12本のローター・シリンダーの銃身を持つゴム銃である。ローターは手動のハンドルで回転し、連続的な発射を可能にする。
オリジナルの特許を持つガトリング式ゴム銃はイギリスのテレビ番組「ガジェット・ショー (The Gadget Show)」で2007年3月に作られたものである。
20本の銃身を持つガトリング砲は20発の発射が可能であると共に、最大144発の連射が可能である。その連続射撃にはクランクを利用した装填方式が必要である。

### K'NEX社製ゴム銃 (K'NEX RBGs)
アメリカの玩具会社であるK'NEX社 (ケネックス) が製作したゴム銃が販売されている。主に拳銃タイプのものを製作しており、機構はオートマチックかまたは狙撃銃である。他のK'NEX社製銃には連射機能を備えたもの、更に手を加えたヒンジ型トリガーを持つもの、銃身を多く持つものなど、様々なリアル指向のものがある。

### レゴ・ゴム銃 (Lego RBGs)
2007年、セバスチャン・ディック (Sebastian Dick) はレゴ・ブロックを使ってモーター駆動ガトリング式ゴム銃を製作した。これは秒速11発の発射速度で発射出来た。

### ミニガン (Miniguns)

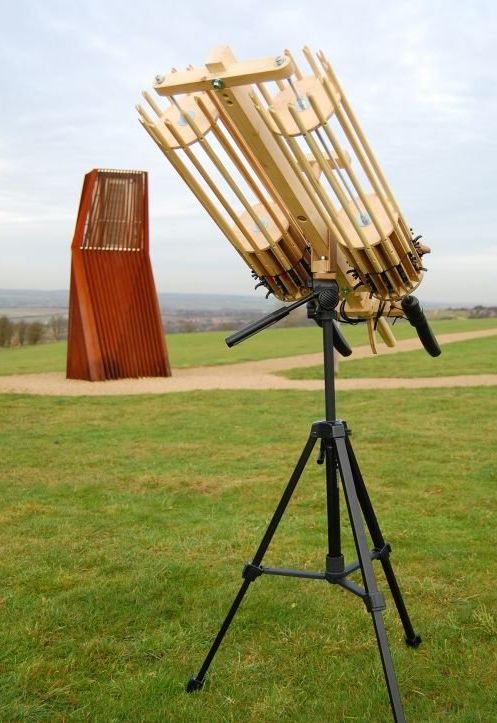
ゴム銃のガトリング・ミニガン。

モーター駆動ゴム銃と回転銃身を持つミニガンに似せたゴム銃も製作された。2007年11月にアンソニー・スミス (Anthony Smith) が製作したもので、モーター駆動による2つの12本回転銃身により連続288発の発射を可能にした。この銃は秒速40発の射撃が可能である。

## ゴム銃射撃競技
日本ゴム銃射撃協会がゴム銃を使用しての射撃精度を競う大会を全国規模で行っている。その他、小学校での講演活動やワイドショー出演などでゴム銃の普及に努めている。

### 参考映像
- Video of the Lego Gatling gun in operation - YouTube
- Video of the K'nexecutioner, a K'nex Gatling gun, in operation - YouTube
- Video of the Disintegrator in operation - YouTube